# Réka Rohács
Réka Rohács (Budapest, 28 de mayo de 2000) es una deportista húngara que compite en natación, en la modalidad de aguas abiertas.
Ganó una medalla de plata en el Campeonato Mundial de Natación de 2022 y dos medallas en el Campeonato Europeo de Natación, en los años 2021 y 2022.

## Palmarés internacional
| Campeonato Mundial | Campeonato Mundial | Campeonato Mundial | Campeonato Mundial |
| Año                | Lugar              | Medalla            | Prueba             |
| ------------------ | ------------------ | ------------------ | ------------------ |
| 2022               | Budapest (Hungría) | Medalla de plata   | Equipo mixto       |
| Campeonato Europeo |                    |                    |                    |
| Año                | Lugar              | Medalla            | Prueba             |
| 2021               | Budapest (Hungría) | Medalla de bronce  | Equipo mixto       |
| 2022               | Roma (Italia)      | Medalla de plata   | Equipo mixto       |